# 12-Stunden-Rennen von Sebring 2002

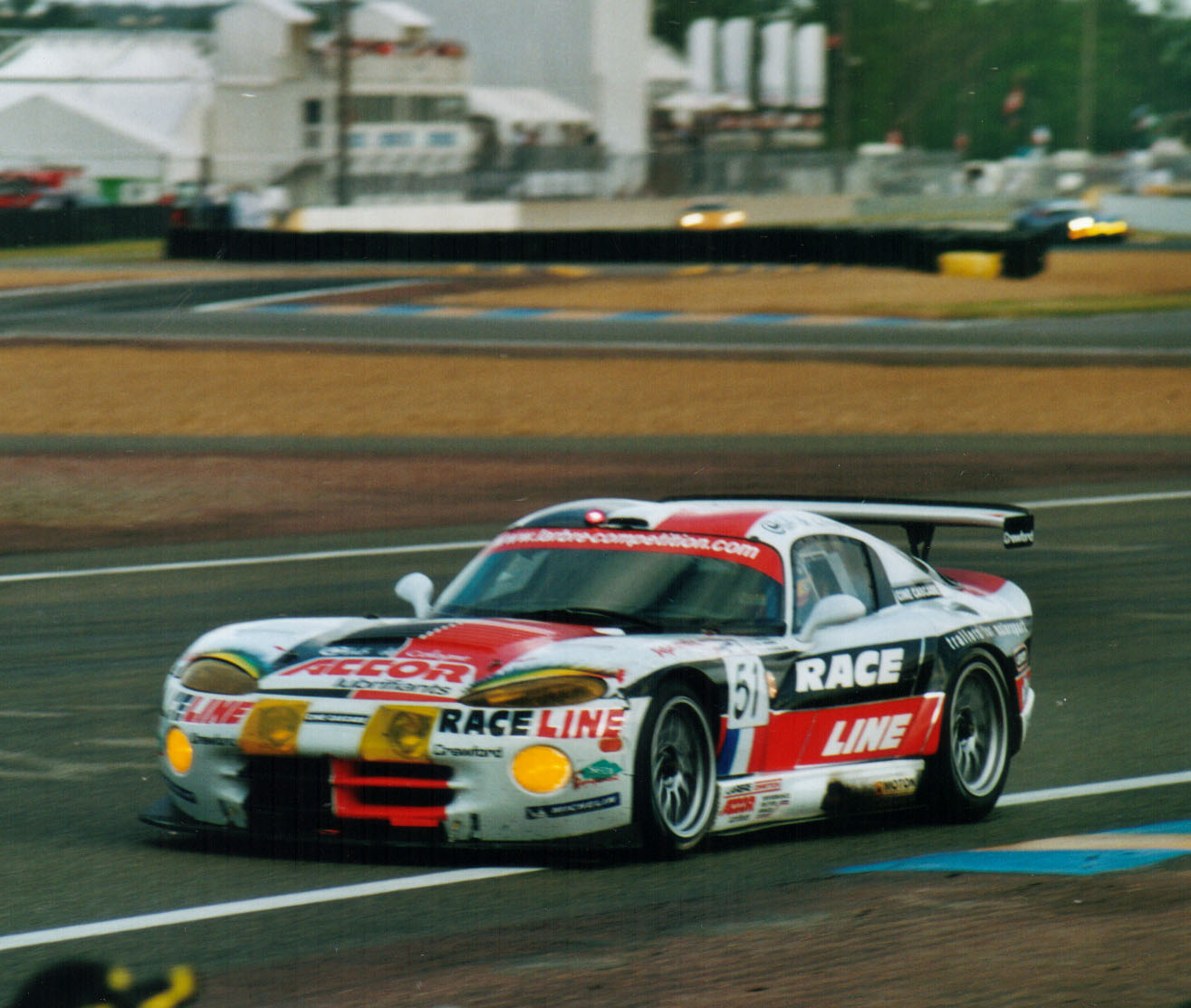
Die Labre Compétition Chrysler Viper GTS-R hier beim 24-Stunden-Rennen von Le Mans 2002. Dieses Fahrzeug fuhren in Sebring Christophe Bouchut und Vincent Vosse an die 11. Stelle der Gesamtwertung

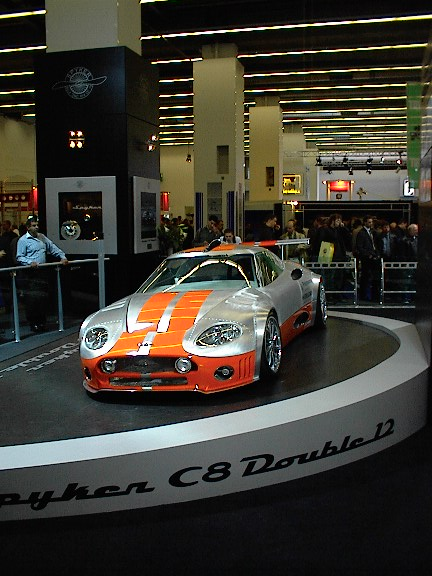
Spyker C8 Double

Das 50. 12-Stunden-Rennen von Sebring, auch 50th Annual Mobil 1 Twelve Hours of Sebring presented by Dodge, Sebring International Raceway, fand am 16. März 2002 auf dem Sebring International Raceway statt und war der erste Wertungslauf der ALMS-Saison 2002.

## Vor dem Rennen
Im Unterschied zum Vorjahr, als die American Le Mans Series mit dem 2:45-Stunden-Rennen von Texas begann, war 2002 das 12-Stunden-Rennen von Sebring das Eröffnungsrennen der Saison.

## Das Rennen
In diesem Jahr fehlten komplett neue Fahrzeugentwicklungen weitgehend. Favoriten auf den Gesamtsieg waren wieder die Audi-Prototypen. Neben den beiden von Joest Racing für Audi Sport North America eingesetzten Audi R8 – die von Rinaldo Capello, Christian Pescatori, Johnny Herbert, Tom Kristensen, Emanuele Pirro und Frank Biela gefahren wurden – setzte auch Champion Racing einen R8 für Andy Wallace, Stefan Johansson und Jan Lammers ein.
Das Rennen gewannen Capello/Pescatori/Herbert im Werks-Audi R8 mit einer Runde Vorsprung auf den Champion Audi von Andy Wallace, Stefan Johansson und Jan Lammers. Johnny Herbert, der 1991 gemeinsam mit Bertrand Gachot und Volker Weidler auf einem Mazda 787B das 24-Stunden-Rennen von Le Mans gewonnen hatte, fügte diesem Erfolg nunmehr den Sieg in Sebring hinzu.
In der LMP675-Klasse siegten Jon Field, Duncan Dayton und Mike Durand auf einem MG-Lola EX257, die Gesamtsiebte wurden. Der Vorsprung auf das zweite Fahrzeug in dieser Rennklasse, den Reynard 2KQ der Racing Organisation Course und gefahren von den drei Jones-Brüdern betrug 52 Runden.
Zwei Ränge dahinter kam der von Corvette Racing gemeldete Chevrolet Corvette C5-R von Ron Fellows, Johnny O’Connell und Oliver Gavin ins Ziel, der die GTS-Klasse gewann. In der GT-Klasse blieben Sascha Maassen und Lucas Luhr auf einem Porsche 911 GT3-RS siegreich. In der Gesamtwertung erreichte dieses Duo den 12. Rang.

## Ergebnisse

### Schlussklassement
| 1               | LMP900 | 2  | Audi Sport North America    | Rinaldo Capello Christian Pescatori Johnny Herbert      | Audi R8                  | 346 |
| 2               | LMP900 | 38 | Champion Racing             | Andy Wallace Stefan Johansson Jan Lammers               | Audi R8                  | 345 |
| 3               | LMP900 | 36 | Riley & Scott Racing        | Marc Goossens Guy Smith Jim Matthews                    | Riley & Scott Mk IIIC    | 337 |
| 4               | LMP900 | 16 | Dyson Racing Team Inc       | James Waever Butch Leitzinger Elliott Forbes-Robinson   | Riley & Scott Mk III     | 330 |
| 5               | LMP900 | 1  | Audi Sport North America    | Tom Kristensen Emanuele Pirro Frank Biela               | Audi R8                  | 327 |
| 6               | LMP900 | 21 | Team Ascari                 | Ben Collins Christian Vann Justin Wilson                | Ascari KZR-1             | 323 |
| 7               | LMP675 | 37 | Intersport                  | Jon Field Duncan Dayton Mike Durand                     | MG-Lola EX257            | 323 |
| 8               | LMP900 | 51 | Panoz Motor Sports          | Bryan Herta Bill Auberlen David Donohue                 | Panoz LMP01              | 319 |
| 9               | GTS    | 3  | Corvette Racing             | Ron Fellows Johnny O’Connell Oliver Gavin               | Chevrolet Corvette C5-R  | 317 |
| 10              | GTS    | 26 | Konrad Motorsport           | Terry Borcheller Toni Seiler Franz Konrad               | Saleen S7-R              | 315 |
| 11              | GTS    | 86 | Larbre Compétition Chereau  | Christophe Bouchut Vincent Vosse                        | Chrysler Viper GTS-R     | 309 |
| 12              | GT     | 23 | Alex Job Racing             | Sascha Maassen Lucas Luhr                               | Porsche 911 GT3-RS       | 306 |
| 13              | GTS    | 4  | Corvette Racing             | Andy Pilgrim Kelly Collins Franck Fréon                 | Chevrolet Corvette C5-R  | 306 |
| 14              | GT     | 52 | Seikel Motorsport           | Hugh Plumb Andrew Bagnall Philip Collin                 | Porsche 911 GT3-RS       | 295 |
| 15              | GT     | 60 | P.K. Sport Ltd.             | Fabio Babini Giovanni Anapoli Robin Liddell             | Porsche 911 GT3-RS       | 295 |
| 16              | GT     | 67 | The Racers Group            | Larry Schumacher Robert Nagel Jim Pace                  | Porsche 911 GT3-RS       | 295 |
| 17              | GT     | 61 | P.K. Sport Ltd.             | Piers Masarati Keith Alexander Basil Demeroutis         | Porsche 911 GT3-RS       | 295 |
| 18              | GTS    | 45 | American Viperacing         | Shane Lewis Norman Goldrich Rick Fairbanks              | Dodge Viper GTS-R        | 289 |
| 19              | GT     | 43 | Orbit                       | Mike Borkowski Peter Baron Leo Hindery                  | Porsche 911 GT3-RS       | 287 |
| 20              | GT     | 85 | 917 Racing Team             | Hervé Clément André Ahrlé Bernard Simmenauer            | Porsche 911 GT3-RS       | 286 |
| 21              | GT     | 53 | Seikel Motorsport           | Alex Caffi Luca Riccitelli Gabrio Rosa                  | Porsche 911 GT3-RS       | 285 |
| 22              | GT     | 22 | Freisinger Motorsport       | Chip Vance Georges Forgeois Stephen Southard            | Porsche 911 GT3-RS       | 275 |
| 23              | LMP900 | 20 | Dyson Racing Team Inc.      | Dorsey Schroeder Chris Dyson Rob Dyson                  | Riley & Scott Mk IIIA    | 273 |
| 24              | LMP675 | 40 | Racing Organisation Course  | Ryan Jones Jeff Jones Jeffrey Jones                     | Reynard 2KQ              | 271 |
| 25              | LMP675 | 24 | AutoExe Motorsports         | John Fergus Jim Downing Yōjirō Terada                   | AutoExe LMP-02           | 267 |
| 26              | LMP675 | 11 | KnightHawk Racing LLC       | Jonny Kane Steve Knight Andy Lally                      | MG-Lola EX257            | 256 |
| 27              | LMP900 | 19 | Team Ascari                 | Werner Lupberger Timothy Bell Kristian Kolby            | Ascari KZR-1             | 255 |
| 28              | GTS    | 77 | Prodrive                    | Alain Menu Rickard Rydell Tomáš Enge                    | Ferrari 550 Maranello    | 252 |
| 29              | LMP900 | 8  | Team Cadillac               | Max Angelelli Wayne Taylor Christophe Tinseau           | Cadillac Northstar LMP02 | 236 |
| 30              | GT     | 32 | JMB Racing                  | Oswaldo Negri Andrea Garbagnati Joe Vannini             | Ferrari 360 Modena N-GT  | 228 |
| 31              | GTS    | 44 | American Viperacing         | Simon Gregg Marc Bunting Tom Weickardt                  | Dodge Viper GTS-R        | 104 |
| Disqualifiziert |        |    |                             |                                                         |                          |     |
| 32              | GTS    | 25 | Konrad Motorsport           | Charles Slater Gavin Pickering Walter Brun              | Saleen S7-R              | 44  |
| Ausgefallen     |        |    |                             |                                                         |                          |     |
| 33              | GT     | 22 | Alex Job Racing             | Timo Bernhard Jörg Bergmeister Marc Lieb                | Porsche 911 GT3-RS       | 277 |
| 34              | LMP900 | 7  | Team Cadillac               | Emmanuel Collard JJ Lehto Éric Bernard                  | Cadillac Northstar LMP02 | 256 |
| 35              | LMP675 | 28 | Welter Racing               | Stéphane Daoudi Jean-René de Fournoux A. J. Smith       | WR LMP                   | 232 |
| 36              | GTS    | 5  | Park Place Racing           | Chris Bingham Vic Rice Peter MacLeod                    | Saleen S7-R              | 228 |
| 37              | GTS    | 46 | Team Carsport Holland       | Mike Hezemans Anthony Kumpen Luca Cappellari            | Chrysler Viper GTS-R     | 194 |
| 38              | LMP900 | 00 | Gunnar Racing               | Gunnar Jeannette Chad Block Wayne Jackson               | Panoz LMP-1 Roadster S   | 148 |
| 39              | LMP900 | 18 | MBD Sportscar               | Didier de Radiguès Bruno Lambert Rick Sutherland        | Panoz LMP07              | 146 |
| 40              | GT     | 65 | Harlow Motorsport – Ricardo | Terry Rymer Mike Youles Johnny Mowlem                   | Porsche 911 GT3-R        | 144 |
| 41              | LMP675 | 69 | Kyser Racing                | Kye Wankum Joe Foster Doc Bundy                         | Lola B2K/40              | 139 |
| 42              | LMP675 | 41 | Noël del Bello Racing       | Jean-Denis Delétraz Mark Smithson Christophe Pillon     | Reynard 2KQ              | 134 |
| 43              | GT     | 99 | Cirtek Motorsport           | Rob Wilson Chris Gleason Paul Dawson                    | Porsche 911 GT3-R        | 134 |
| 44              | GT     | 42 | Orbit                       | Gary Schultheis Grady Willingham Tony Kester            | Porsche 911 GT3-R        | 107 |
| 45              | GT     | 12 | Spyker Squadron             | Peter Kox Derek Hill Hans Hugenholtz Junior             | Spyker C8 Double 12R     | 92  |
| 46              | LMP900 | 17 | MBD Sportscar               | Scott Maxwell Milka Duno John Graham                    | Panoz LMP07              | 78  |
| 47              | LMP900 | 50 | Panoz Motor Sports          | David Brabham Jan Magnussen Eric van de Poele           | Panoz LMP01              | 56  |
| 48              | LMP900 | 30 | InterSport                  | John Macaluso Mark Neuhaus Butch Brickell               | Lola B2K/10B             | 53  |
| 49              | GT     | 79 | J3 Racing                   | David Murry Justin Jackson Mike Fitzgerald              | Porsche 911 GT3-RS       | 53  |
| 50              | GT     | 66 | The Racers Group            | Kevin Buckler Michael Schrom Darren Law                 | Porsche 911 GT3-RS       | 42  |
| 51              | GT     | 29 | Sebah Automotive Limited    | Stephen Earle Bart Hayden Mark Griffiths                | Porsche 911 GT3-R        | 37  |
| 52              | GTS    | 83 | Graham Nash Motorsport      | Thomas Erdos Ian McKellar Ron Johnson                   | Saleen S7-R              | 36  |
| 53              | GT     | 31 | JMB Racing                  | Andrea Montermini Peter Argetsinger Ryan Hunter-Reay    | Ferrari 360 Modena N-GT  | 28  |
| 54              | LMP675 | 55 | Team Bucknum Racing         | Chris McMurry Bryan Willman Pierre Ehret                | Pilbeam MP84             | 21  |
| 55              | LMP900 | 27 | Doran Lista Racing          | Didier Theys Fredy Lienhard Mauro Baldi                 | Dallara LMP              | 20  |
| 56              | GT     | 57 | Freisinger Motorsport       | Romain Dumas Ni Amorim Hans Fertl                       | Porsche 911 GT3-RS       | 19  |
| 57              | GT     | 33 | MSB Motorsport              | Ralf Kelleners Marino Franchitti                        | Ferrari 360 Modena GT    | 12  |
| 58              | LMP675 | 56 | Team Bucknum Racing         | Jeff Bucknum Dick Downs Allan Ziegelman                 | Pilbeam MP84             | 11  |
| 59              | GTS    | 0  | Team Olive Garden           | Domenico Schiattarella Emanuele Naspetti Johnny Cecotto | Ferrari 550 Maranello    | 11  |
| Nicht gestartet |        |    |                             |                                                         |                          |     |
| 60              | LMP675 | 89 | Porschehaus Racing          | Stephane Veilleux Robert Julien Adam Merzon             | Lola B2K/40              | 1   |
| 61              | LMP900 | 87 | Sezio Florida Racing Team   | John Mirro Georges Forgeois François O’Born             | Norma M-2000-02          | 2   |

1 Unfall im Training
2 Getriebeschaden im Training

### Nur in der Meldeliste
Hier finden sich Teams, Fahrer und Fahrzeuge, die ursprünglich für das Rennen gemeldet waren, aber aus den unterschiedlichsten Gründen daran nicht teilnahmen.
| Pos. | Klasse | Nr. | Team                     | Fahrer                                      | Chassis              |
| ---- | ------ | --- | ------------------------ | ------------------------------------------- | -------------------- |
| 62   | LMP900 | 37  | InterSport               | Jon Field Duncan Dayton Mike Durand         | Lola B2K/10          |
| 63   | GTS    | 48  | Brookspeed               | Grahame Bryant                              | Chrysler Viper GTS-R |
| 64   | LMP675 | 62  | Team Spencer Motorsports | Dennis Spencer Rich Grupp Ryan Hampton      | Lola B2K/42          |
| 65   | GT     | 72  | MAC Racing SRL           | Derek Clark Mauro Casadei                   | Porsche 911 GT3-R    |
| 66   | GT     | 84  | Graham Nash Motorsport   | Dino Steiner Chris Ellis Geoff Lister       | Porsche 911 GT3-R    |
| 67   | GT     | 98  | Cirtek Motorsport        | Chris Gleason Robert Nearn Larry Schumacher | Porsche 911 GT3-RS   |

### Klassensieger
| Klasse | Fahrer          | Fahrer              | Fahrer         | Fahrzeug                | Platzierung im Gesamtklassement |
| ------ | --------------- | ------------------- | -------------- | ----------------------- | ------------------------------- |
| LMP900 | Rinaldo Capello | Christian Pescatori | Johnny Herbert | Audi R8                 | Gesamtsieg                      |
| LMP675 | Jon Field       | Duncan Dayton       | Mike Durand    | MG-Lola EX257           | Rang 7                          |
| GTS    | Ron Fellows     | Johnny O’Connell    | Oliver Gavin   | Chevrolet Corvette C5-R | Rang 9                          |
| GT     | Sascha Maassen  | Lucas Luhr          |                | Porsche 911 GT3-RS      | Rang 12                         |

### Renndaten
- Gemeldet: 67
- Gestartet: 59
- Gewertet: 31
- Rennklassen: 4
- Zuschauer: 160000
- Wetter am Renntag: heiß und trocken
- Streckenlänge: 5,955 km
- Fahrzeit des Siegerteams: 12:01:11,558 Stunden
- Gesamtrunden des Siegerteams: 346
- Gesamtdistanz des Siegerteams: 2060,282 km
- Siegerschnitt: 171,406 km/h
- Pole Position: Frank Biela – Audi R8 (#1) – 1:48,029 – 198,432 km/h
- Schnellste Rennrunde: Tom Kristensen – Audi R8 (#1) – 1.48,418 – 197,721 km/h
- Rennserie: 1. Lauf zur ALMS-Saison 2002